# Богдан Планић
Богдан Планић (рођен у Ужицу, 19. јануара 1992) је српски фудбалер, који игра на позицији штопера.
Током каријере је између осталог наступао за Макаби Хаифу, Стеауу Букурешт, као и за Црвену звезду, Војводину и ОФК Београд, клубове из Суперлиге Србије.